# 伊号第三十六潜水艦
伊号第三十六潜水艦（いごうだいさんじゅうろくせんすいかん、旧字体：伊號第三十六潜水艦）は、大日本帝国海軍の伊十五型潜水艦（巡潜乙型）の17番艦。伊十五型では唯一太平洋戦争を生き残った。
当初は伊号第四十七潜水艦と命名されていたが、1941年（昭和16年）11月1日に伊号第三十六潜水艦と改名されている。

## 艦歴
1939年（昭和14年）の第四次海軍補充計画（④計画）で建造が決定され、1940年（昭和15年）12月4日に横須賀海軍工廠で起工。1941年（昭和16年）11月1日に進水し、1942年（昭和17年）6月1日、稲葉通宗少佐が艤装員長に着任。9月30日に竣工し、稲葉少佐は初代艦長に着任。同日、呉鎮守府籍となり、訓練部隊である呉鎮守府呉潜水戦隊に編入された。
12月15日、第六艦隊第1潜水戦隊第15潜水隊に編入。
18日1300、伊36は呉を出港し、28日にトラックに寄港。31日にショートランドに到着。1943年（昭和18年）1月1日、大発からドラム缶入りの米20トンの積み替えを行った後、1800にショートランドを出港。3日にガダルカナル島のカミンボに到着し、日が沈むのを待ってから浮上。陸岸から来た大発4隻に輸送物資を積み替えた後出港し、5日0739にショートランドに到着して輸送物資の積み込みを行った。6日1800、食糧入りのゴム袋12個を搭載してショートランドを出港。8日夕方にカミンボに到着し、大発に輸送物資を積み替えた後、陸軍兵士39名を乗せて出港。10日0630にショートランドに到着した後便乗者を降ろし、1600に出港。11日にラバウルに到着した。
14日1200、伊36はラバウルを出港し、14日にブナに到着。陸軍兵士47名を乗せた後出港し、18日0936にラバウルに到着。22日1806、輸送物資入りのドラム缶13個を搭載してラバウルを出港し、24日にブナに到着。輸送物資を降ろした後、陸軍兵士39名を乗せて出港。27日にラバウルに到着した。その後輸送物資23トンを積んでラバウルを出港し、30日にラエに到着。輸送物資を降ろした後、陸軍兵士40名を乗せて出港。ラバウルに戻った。2月3日、輸送物資18トンを積んでラバウルを出港し、5日にブナに到着。輸送物資を降ろした後、陸軍兵士40名を乗せて出港。7日0814にラバウルに戻った。14日、輸送物資45トンを搭載してラバウルを出港し、16日夜にラエに到着。輸送物資を降ろした後、陸軍兵士90名を乗せて出港。17日0110、ラエ沖50浬地点付近で米魚雷艇2隻に発見されたため潜航。その後爆雷攻撃を受けるが被害はなかった。18日1000、ラバウルに到着。20日1000、輸送物資40トンを搭載してラバウルを出港し、22日夜にラエに到着。輸送物資を降ろした後、陸軍兵士72名を乗せて出港。24日0800、ラバウルに到着。25日0900、第1潜水戦隊の司令部職員1名と荷物、書類を乗せてラバウルを出港し、27日1030にトラックに到着。便乗者と積荷を降ろした後、3月2日にトラックを出港。7日1330に横須賀に到着して整備を受ける。
4月6日1530、伊36は横須賀を出港してトラックに向かう。しかし、出港後まもなく台風の中に入り込んだため、9mもの時化の中を潜航する。その後避泊のために三宅島に向かった。7日早朝、波浪により司令塔と機関室に浸水し、両方のディーゼル機関のピストンロッドが1本ずつ屈曲してしまう。浮力を得るため、稲葉艦長は燃料の投棄を指示した。8日、犬吠埼灯台東方80浬地点付近で艦位確認を行い、右舷ディーゼルの応急修理を行った。修理完了後、9.2ノットで横須賀に向かった。9日0930に横須賀に到着し、修理を受ける。修理完了後の5月、運貨筒の曳航試験のため呉に移動し、試験を行った。
6月7日1000、伊36は第1期キスカ島撤退作戦に参加するため呉を出港し、13日に幌筵に到着。15日1000、運貨筒を曳航して出港するも、その後時化により運貨筒は流失してしまう。17日、北東へ向け浮上航走中、バルディア島のミドルリーフ南方で座礁しかけた。21日、伊36は作戦中止の命を受けて反転。25日に幌筵に到着した。27日、特設運送船(給油船)帝洋丸（日東汽船、9,849トン）から給油を受ける。
7月2日、伊36は第2期キスカ島撤退作戦の支援のために幌筵を出港し、キスカ島東方沖から北方沖にかけてを哨戒。8月初めに幌筵に戻り、6日に出港。10日、横須賀に到着して整備を受ける。この時、逆探が装備された。9月5日、水上機発進試験中にディーゼル機関1基が故障したため、横須賀で修理を受けた。
8日1500、伊36は横須賀を出港。19日、ニイハウ島北方40浬地点付近に到達。0630、逆探がレーダー波を観測したため潜航。その後米軍の哨戒機が飛来してきたが、見つかることはなかった。20日未明、ニイハウ島西方沖に移動。しかし、浮上する度に逆探がレーダー波を観測するため潜航を余儀なくされたため、レーダー基地はカウアイ島にあると判断し、航空偵察を延期。伊36はハワイ諸島南西沖に向かった。10月12日、ハワイ南東200浬地点付近に到達し、16日に航空偵察を行うと決定。16日夜、ハワイ南南西120浬地点付近で搭載機を発進。搭載機はレーダー波を避けるために低高度で真珠湾に侵入。上空を通過した後、レーダーに発見され、搭載機はサーチライトで照らされた。その後搭載機は再び低高度で海上上空に脱出し、モールス信号を送信。伊36は信号を受信し、全速で収容地点に移動。戦艦4、空母4、巡洋艦5、駆逐艦17の在泊の報告を不明瞭ながら受信したが、搭載機は行方不明となる。伊36はその後5時間ほど航海灯や探照灯をつけて搭載機を捜索したり、搭載機と連絡を試みたりしたが、全て失敗に終わった。19日、ハワイ南南西300浬地点付近で、南西に向かうタンカー6隻からなる輸送船団とその護衛艦を発見し、攻撃準備を行うが、米護衛駆逐艦の接近により失敗。11月1日、カントン島へ向け主砲弾13発を発射。7日、クェゼリンに到着して給油を受ける。9日にクェゼリンを出港し、12日にトラックに到着。特設潜水母艦平安丸（日本郵船、11,616トン）に横付けして補給を受ける。
12月21日、伊36はトラックを出港し、24日にラバウルに到着。同日、ラバウルが空襲に見舞われたため、潜航。空襲終了後に浮上した。28日午後、輸送物資入りのドラム缶を搭載してラバウルを出港。31日夜、スルミに到着し、輸送物資を大発4隻に積み替える。その時、米哨戒機が攻撃してきたため、伊36は潜航して退避。その後スルミに戻り、大発に残りの積荷を積み替えた後出港。1944年（昭和19年）1月2日、ラバウルに到着。次の輸送任務に向けて検査中、横舵舵軸の磨耗が激しいことが判明。5日、ラバウルを出港し、9日にトラックに到着。10日にトラックを出港し、16日に佐世保に到着して修理を受ける。航海中の15日、第1潜水戦隊の解隊により、第15潜水隊は第六艦隊付属となる。
2月15日、寺本巌少佐が艦長に着任。3月26日、伊36は呉を出港し、マーシャル諸島への米軍のE補給線へ進出。4月14日1400、北緯14度00分 西経177度30分 / 北緯14.000度 西経177.500度の地点で敵艦船の推進器音を聴音により探知。その後潜望鏡観測をしたところ、第11.1任務群旗艦の米護衛空母オルタマハ(USS Altamaha, CVE-18)を発見し、追尾する。15日1830、攻撃地点に移動した伊36は、オルタマハが艦載機を収容するために風上に向かって航行しているのを確認。その時、駆逐艦1隻が伊36の方向へ転舵してきたため、伊36は200mの距離で魚雷6本を発射し、水深30mの位置へ潜航。2分10秒後、2回の爆発音を聴取した。1844、オルタマハは2本から4本の魚雷の雷跡を発見し、面舵一杯と機関全速で回避を行った。1分後、魚雷2本が右舷横を通過していった。護衛部隊は伊36を捜索したが、見つけることはなかった。22日、メジュロ環礁を航空偵察し、戦艦3、空母11の在泊を報告。その後、搭載機は一度母艦を発見できなかったが、翌朝に帰還。レーダーから逃れるためと、退避する時間稼ぎのために搭載機は放棄され、伊36は搭載機を処分した後選潜航して退避した。30日2125、浮上航走中に米哨戒機に発見されて攻撃を受けるも、これを回避して水深80mの位置へ潜航。その後他の米軍機が到着したらしく爆雷攻撃を受け、いくつかの区画で浸水が起き、一時的により深い位置へ急速に沈んだが、すぐに処置が施されて事なきを得た。5月9日、呉に到着。その後海軍が開発した水陸両用戦車、特四式内火艇を使った特攻作戦竜巻作戦の支援にあたるべく準備を行うものの、特四式内火艇の完成度が低く、実用に耐えないと判明したため作戦は中止された。
6月19日、伊36は呉を出港し、30日にトラックに到着。7月5日、第7潜水戦隊先任参謀泉雅爾少佐以下第7潜水戦隊職員86名を乗せてトラックを出港し、16日に呉に到着して便乗者を降ろした。9月、後部主砲を撤去し、回天4基を搭載できるように改造され、回天の母艦となった（映画『出口のない海』で主人公の並木浩二らが搭乗した伊号潜水艦も伊36である）。
9月28日、伊36は呉を出港し、大津島に移動。同地で回天の発進訓練に従事する。11月8日、回天特別攻撃隊(菊水隊)の1隻として大津島を出港。豊後水道で他の潜水艦に信号を送り、単独でウルシーに向かった。20日0030、今西太一少尉（兵科3期）と工藤義彦少尉（兵科3期）が甲板上から回天に乗り込んだ。伊36は潜航し、0300に吉本健太郎中尉（海兵72期）と豊住和寿中尉（海機53期）が交通筒を通って回天に乗り込んだ。0415、発進予定地点のマーシュ島沖9.5浬に到着し発進を開始した。直後、吉本、豊住の両艇とも交通筒に固着しているのが判明し、回天の機関を始動しても離れなかったため発進に失敗。工藤艇も発進直前、操縦室に大量に浸水し発進不能となる。0454、今西艇が発進した。艇はムガイ水道を通過して泊地に侵入するよう命ぜられていた。伊36はファラロップ島東方15浬で浮上し、工藤少尉を救助し収容。収容直後、TBF アベンジャー2機に発見され、攻撃を受ける。伊36は急速潜航しこれを回避。その後潜航したまま全速で退避中、0545と0605に2回の大爆発音を聴取した。同日早朝、米重巡チェスター(USS Chester, CA-27)、ペンサコーラ(USS Pensacola, CA-24)、ソルトレイクシティ(USS Salt Lake City, CA-25)、駆逐艦4隻の艦隊がムガイ水道を通過していた。0523、水道東口を哨戒中の米掃海艇ヴィジランス(USS Vigilance, AM-324)が潜望鏡と航跡を発見し、通報。これを受け、艦隊は水道を出るとともに之字運動を開始。その後、チェスターが550m先に、その右舷を航行していた米駆逐艦ケース(USS Case, DD-370)が艦隊に接近しようと南下する潜望鏡を発見。チェスターはこれを押し潰そうとスピードを上げた。「潜航艇が魚雷発射のために占位運動中」と判断したケースは、潜望鏡がチェスターを向いたままなのを見て体当たりを決意。チェスターは衝突を避けるためスピードを落として進路を変えた。0538、ペンサコーラの右舷側2000mの距離で潜望鏡を発見。ペンサコーラはこれを回避した。潜航艇はペンサコーラの前方を潜航通過して隊列の南側に浮上し、左に大きく旋回してチェスターの右正横に移動。ケースはここにきて面舵一杯、右舷後進一杯、左舷機前進一杯で急速転舵し、0538に浮上航走中の潜航艇の左側から中央部を艦首でへし折り、続いて旋回しながら爆雷を投下し、これを撃沈した。この潜航艇が今西艇である可能性が高い。2340、伊36は浮上して充電を行った。30日、伊36は大津島に到着。回天と搭乗員、整備員を降ろした後出港し、呉に移動した。
12月27日、伊36は大津島に移動して回天を搭載し、呉に戻った。30日、回天特別攻撃隊(金剛隊)の1隻として大津島を出港。1945年（昭和20年）1月11日、ウルシー環礁へ南方から迂回接近しようと浮上航走中、0230にレーダー波を探知して急速潜航。やがて哨戒艇が来て爆雷を投下したが至近弾はなかった。この攻撃で所在を知られたと判断した寺本艦長は環礁北西入口から進入することに決めた。1300、潜航中にヤウ島に座礁。仰角13度、水深26mで沈座し、潜望鏡の先端が海面上に出ないことと昼間であることから観測もできず、そのまま夜になるのを待ったが、この小島は環礁の南西入り口に当たるため、小型の艦船がしばしば頭上を通った。そのうち艦体が波で珊瑚礁に接触する音がワイヤーを取り付けるようにも聞こえ、万ーに備えて機密書類を集め自爆する準備をした。島の傍で長時間沈座して動けなかったことが結果的に電力量を低下させずに済むとともに、敵哨戒艦艇の捜索をやり過ごすことになった。しかし潜航時間は20時間以上経過しており、艦内の状態はもう極限状態に近かったため夜の更けるのを待って12日0200に離礁を開始。後進をかけ離礁し、浮上して前進微速で避退中にまたもや座礁してしまう。幸い半注水していたタンクがあり排水して離礁し、脱出に成功。浮上航走中に本井文哉少尉（海機54期）、福本百合満上等兵曹が甲板上から回天に乗り込んだ。その後潜航し、加賀谷武大尉（海兵71期）、都所静世中尉（海機53期）が交通筒から回天に乗り込んだ。0342、加賀谷艇が発進、続けて本井艇、都所艇が発進する。直後、米PBM マリナーが伊36を発見し、爆雷を投下。爆雷は右舷艦首前方200mの距離で炸裂し、福本艇は高圧酸素がもれだす。福本兵曹は苦しみながらも0357に回天を発進。伊36は直ちに深々度潜航に移った。0401、警戒艦艇の推進器音が接近し、0405から爆雷投下が始まった。その後、0557、0600、0610、0613に大爆発音を聴取した。0550、米給兵艦マザマ(USS Mazama, AE-9)が右後方1100mに不審な物を発見し、その後潜望鏡を発見した。その後回天は深度を誤ったらしくマザマの艦前部艦底に司令塔が激突して切断され、反対側の左舷前方に抜け、0554に36m離れた位置で大爆発した。衝撃でマザマの1番船倉のハッチ蓋が吹き飛び、1番船倉と前部弾薬庫、艦底タンクに浸水が始まって、前部が沈下し、左舷に傾斜。付近の兵員7人が艦外に吹き飛ばされたり、または爆発で起こった海水の波で流された。さらに1番船倉後端の隔壁も破れ、艦体に亀裂が入った。しかし、搭載していた弾薬5,300トンが誘爆せず、3~5番船倉が無傷であったため艦全体の浮力は残っており、2番船倉の浸水が途中で止まった。積荷の弾薬は相当量を海中投棄したが、使用可能なものは艀に積み移した。また、もう1基が米歩兵揚陸艇LCI(L)-600(USS LCI(L)-600)に命中し、これを撃沈した。また、1基が泊地内部でマリナーの攻撃を受けて撃沈された。環礁内で起きた爆発により警戒艦艇とマリナーは去っていき、伊36は同海域を離脱。21日、呉に戻った。2月5日、菅昌徹昭少佐が艦長に着任。
その後、伊36は呉を出港して光に移動し、1日に回天特別攻撃隊(神武隊)の1隻として光を出港。回天発進地点に予定していた硫黄島北西海域に向かったが、3月6日に神武隊に対して作戦中止が指令された。3月9日に大津島に帰投し、回天とその搭乗員を降ろした後呉に移動。艦前部の前部の航空兵装（格納筒、射出機、クレーン）を撤去し前部に回天2基を搭載できるように改装され、合計6基搭載となった。13号電探はこの時に搭載されたと推定される。
4月、伊36は呉を出港して光に移動し、回天を搭載。22日、回天特別攻撃隊(天武隊)の1隻として光を出港。25日夜、対潜哨戒中のPBM マリナーを発見して潜航。27日0540、漂泊しながら哨戒を行うため潜航しようとした時、南方の水平線上に沖縄に向かう輸送船28隻からなる大輸送船団を発見。菅昌艦長は魚雷戦用意と回天戦用意を命令し、回天6基全てに発進用意を命じたが、2基は故障により発進できないことが分かった。船団は次第に近付いて来たものの、魚雷の射程まで船団が接近してくる見込みがないと判断し、菅昌艦長は回天だけで攻撃する事に決定した。0745頃、八木悌二中尉（海機54期）艇、松田光雄二等飛行兵曹（甲飛13期）艇、安部英雄二等飛行兵曹（甲飛13期）艇、海老原清三郎二等飛行兵曹（甲飛13期）艇の順に、4基が一分間隔で次々と発進していった。その後、護衛艦が接近してきたため深度40mに潜航。後、大爆発音と艦体に響く程の震動が伝わってきて、計四回の爆発音を聴取。その後1回の爆発音を聴取した。0823、船団を先導していた米高速輸送艦リングネス(USS Ringness, APD-100)が右舷後方、1000mの距離に浮上する不審物を発見。最初は鯨かと思われたが、1分後、明らかに「魚雷」の航跡がリングネスの艦尾のわずか15m後方を通過。魚雷は海面下を一直線に走り、リングネスを1000mほど通過していった後急激に右に変針して航走を終えた様に見えた。直ちに船団の全艦船に「潜水艦と魚雷に警戒せよ」と警報を送った。その直後の0825、左舷後方300mの距離で潜望鏡を発見。直ちに機銃と主砲が射撃を開始し、弾丸が潜望鏡の周囲に、雨の様に落下する中で、潜水艦は潜航した。リングネスは取り舵一杯を行い、潜水艦の推定位置に向首した所、「二本目の魚雷」が前方から急接近して、艦首から7m前を通過して行った。魚雷の気泡は全く見えず、ただ海中に青く白い航跡だけがはっきりと見えた。この魚雷は極めて直線的に航走し、最後まで直進して見えなくなった。リングネスは「潜水艦」の潜入した場所と「魚雷」の航跡から、潜水艦の伏在位置を推定して、面舵一杯で艦首をそこへ向け、0828に爆雷4個を投射した。その後速力を落してソナーで探索に努めたがソナーには全く反応がなく、何も探知出来なかった。そのうち爆雷が爆発した箇所の波が収まった水面を、油膜が浮いてきたと思い、その周囲を探索中の0845、突如として大爆発が起こった。海水が60mもの高さに、柱の様に噴き上がった。リングネスは潜水艦が自爆したと判断し、残骸を回収しようとしたが、船団への合流命令が来たため現場を離れた。5月24日には、米タンカー数隻からなる輸送船団を護衛して沖縄へ向かっていた米護衛空母サラマウア(USS Salamaua, CVE-96)から発進した哨戒機が海面上に浮かぶ航空機の補助燃料タンクを発見して報告した。護衛艦がその物体を処分する様命令を受けて現場に向かい、潜航艇をそこで発見した。潜航艇は水面上に僅かに浮いており、うねりに乗った時に姿が見えるが、完全に停止した状態であった。潜航艇は機銃掃射を受け、爆発する事なく、水平を保ったままで静かに沈んでいった。泡が僅かに浮いたが、油も破片も見えなかった。この潜航艇が発見された海域は伊36が回天を発進させた地点にほど近く、長い間海上を浮遊していたらしく、海草が付着して褐色になっていたことから、伊36から発進した回天のうちの1基と思われる。4月30日、伊36は光に到着し、回天と搭乗員、整備員を降ろした後出港し、5月1日に呉に到着して修理を受ける。
17日、呉を出港して光に移動し、訓練用の回天を搭載して訓練に従事中、回天1基が発進し、航行中の目標艦に向かって襲撃訓練中に目標艦に衝突して沈没し、乗っていた入江雷太一等飛行兵曹、同乗中の坂本豊治一等飛行兵曹が殉職した。23日、訓練を終えて呉に移動。28日、呉を出港し、6月3日、光に到着して回天を搭載。4日0900に回天特別攻撃隊(轟隊)の1隻として出港した。11日未明、大隅海峡西方沖で浮上充電中、米潜ティランテ(USS Tirante, SS-420)に発見される。ティランテは魚雷2本を発射してきたが、命中しなかった。20日1720、北緯12度42分 東経156度21分 / 北緯12.700度 東経156.350度のサイパン近海で浮上直後、単独航行中の大型輸送船1隻を発見して急速潜航した。1822、伊36は浮上して後方から追跡に入り、12ノットの輸送船の前方に20ノットで先回りし、21日0315に潜航し待ち伏せた。ところが0340、単独航行中の大型タンカーを発見したため、菅昌艦長は前甲板の回天2基に発進用意を命令した。しかし、5号艇の久家稔少尉（兵科4期）艇、6号艇の野村栄造一等飛行兵曹（甲飛13期）の機関が始動しなかったため回天による攻撃を中止。その後単独航行中の輸送船こと、米揚陸艇修理艦エンディミオン(USS Endymion, ARL-9)の推進器音を聴取したため、0440に魚雷6本を発射。魚雷1本がエンディミオンの艦首に命中し、1本が艦底の下を通過した後に磁気信管が作動して爆発し、同艦を撃破した。エンディミオンがわずかに傾斜しているのを確認するが、同艦はその後速力を上げて逃げていった。その後浮上して回天を点検したところ、全艇が故障していた。そのため、24日に修理を行って3艇が使用可能となった。28日1100、単独航行中の大型輸送船こと、米一般消耗品補給艦アンタレス(USS Antares, AKS-3)を発見し、1200に1号艇の池淵信夫中尉（兵科3期）艇を発進。アンタレスは1229、潜望鏡を右舷後方90mに発見して左右に急激に転舵するとともに全速航行に移った。一二三七「魚雷または小型潜航艇」が艦尾五ヤードの、すれすれの至近距書を通過していった。アンタレスは砲撃と銃撃を開始。その後左舷後方に雷跡を発見、艦尾直後を魚雷が通過。その後アンタレスは転舵回避を続けながら、潜望鏡と雷跡を度々発見したが、1314、北方の左舷側方3600mの地点で大型潜水艦が浮上するのを発見し、砲撃を開始。海面に着弾した際に潜水艦は急速潜航したので、砲撃を中止したが、回避運動は続けた。伊36はこの様子を見守っていたが、聴音がアンタレスと回天の推進器音とは別の機関音が入っているとしばしば報告、その度に菅昌艦長は潜望鏡を廻しても輸送艦以外は見えなかった。1334、緊迫した声の聴音報告に、菅昌艦長が急いで潜望鏡を後方に向けたところ、駆逐艦が視野一杯に、のしかかるように迫っていた。この駆逐艦は米駆逐艦スプロストン(USS Sproston, DD-577)で、同艦はアンタレスからの救援を求める信号を受けて駆け付けてきていた。ソナーで探索中のスプロストンは潜望鏡を左前方近距離に発見し、体当たりするべく左に転舵し、速力を上げて突進した。その際、大型の潜水艦が海面下にはっきりと見えた。菅昌艦長は潜望鎧を下ろすと同時に水深40mへ急速潜航するよう叫び、伊36は辛うじて体当たりを回避できたが、スプロストンによる爆雷攻撃を受ける。爆雷攻撃が始まった頃、久家稔少尉が回天発進を進言してきたが、菅昌艦長は即座に拒否した。蓄電池の破損による有毒ガス発生を防ぐため、伊36は艦後部で爆雷の炸裂の衝撃を受け続けた。そのため、後部の被害が重ったことにより多量に浸水。補助タンクやトリムタンクでは調整がつかず、横舵、縦舵の操作で水平を保った。その後、頭上の二隻と見られる駆逐艦の爆雷攻撃がさらに激しくなってきた際に、二回目の久家少尉の進言があった。菅昌艦長はもし艦と運命を共にしたら、回天の搭乗員としての今までの努力が無駄になると考え、使用可能な5号艇と2号艇の柳谷秀正一等飛行兵曹艇の発進用意を命じた。しかし、両艇とも電話が通じなくなっていた上、整備員から5号艇の縦舵操舵機が故障して使用不能と報告があったため、発進は中止された。甲板搭載の回天が浸水するのを懸念し、菅昌艦長は深度を浅く、40mに保ったまま回避を続けていた。しかし、6回目の爆雷攻撃で後部の浸水が急増し、伊36は次第に沈下をはじめ、水深70mで、艦尾に15度傾斜。米袋を乗員が担いで艦内を前部へ移動してトリムの修正に努めたが追いつかず、メインタンク内の海水を高圧空気で少しずつ排出するという非常手段を使うほどとなった。このとき、久家少尉の3回目の回天発進要請があった。縦舵操舵機故障によりジャイロコンパスが使えない回天を出すことに菅昌艦長は苦悩していたが、潜水艦が離脱できる見込みがもはや乏しく、回天が道連れになる可能性が高いため発進を許可した。電話が不通なのでハンマーで合図し、水深70m、艦尾側に15度傾斜した伊36から、柳谷一飛曹の二号艇は後甲板、久家少尉の五号艇は前甲板を離れてゆき、海面上に浮上してから機関を始動した。発進後十数分で、回天命中の大爆発音が轟き、一隻の駆逐艦の音源が消えた。一基の回天の音源は遠ざかってゆき、駆逐艦もいなくなった。1556、スプロストンは左舷側方から魚雷の航跡が接近するのを発見。取舵一杯で魚雷を左舷にかわしたあと、潜望鏡が左舷後方を反対方向に進むのを確認。これが魚雷を発射した小型潜航艇であると判断し、主砲の水平射撃を450mの距離で開始。10回目の一斉砲撃が命中したらしく、大爆発と共に潜航艇は沈んだ。この潜航艇は後から発進した2隻の回天のうちのどちらかと思われる。なんとか窮地を脱した伊36は応急修理を急ぎ、2130に浮上。第六艦隊司令部に状況を報告したが、打電の二時間後から終夜、そして翌日の夜まで米哨戒機が上空を捜索飛行し、時折爆弾を投下した。昼間は水上艦艇が探索し、爆雷を投下するので、捜索が終わるまで充電も十分にはできなかった。29日1000、グアム東方沖で、遠方で発生する爆雷の炸裂音を聴取。7月2日、配備点を離れる。6日から7日にかけて、昼夜を問わず米軍機を発見し、その度に急速潜航を行った。9日1020、北緯32度40分 東経132度34分 / 北緯32.667度 東経132.567度の沖の島南方11浬地点付近の豊後水道で、米潜ガンネル(USS Gunnel, SS-253)に発見される。ガンネルは魚雷を4本発射してきたが、魚雷は外れて沖の島に命中し爆発した。同日、伊36は光に到着し、残された回天と回天搭乗員および整備員を降ろした後出港。6日に呉に戻って修理を受ける。
8月6日早朝、修理が完了した伊36は呉海軍工廠のドックを出渠して埠頭に係留された。同日、広島で炸裂した原爆のきのこ雲を目撃。11日、回天特別攻撃隊(神州隊)に加わるため呉を出港して平生に向かう途中、早瀬瀬戸でP-51 マスタングの機銃掃射を受ける。菅昌艦長は13m機銃弾の弾片に左肩を撃ち抜かれて重傷、航海長松下太郎大尉も負傷。燃料タンクや22号電探にも損傷を受けたため、やむなく呉に引き返した。修理には8日を要し、修理中の15日に終戦を迎えた。
11月30日、除籍。
1946年（昭和21年）4月1日、日本潜水艦を処分する「ローズエンド作戦」に参加し、五島列島沖で海没処分された。
撃沈総数は1隻であり、撃沈トン数は236トンである。撃破総数は2隻であり、撃破トン数は8,131トンである。

### 沈没艦の発見
平成29年9月7日、五島列島沖で沈没艦の調査をしていたラ・プロンジェ深海工学会が本艦及びその他の艦の艦種を特定したと発表した。これにより沈没地点が特定された。2017年現在は正立状態で、若干艦尾を下に傾斜した状態で沈んでいる。

## 逸話
稲葉艦長が「南無八幡大菩薩」の幟を作って出入港時に掲げており、トラック出港時には掲げないよう命令を受けたこともあった。回天作戦が始まると潜水艦各艦も幟を掲げるようになっており、伊36は「七生報国」の幟を掲げていた。

## 歴代艦長
※『艦長たちの軍艦史』410-411頁による。

### 艤装員長
1. 稲葉通宗 少佐：1942年6月1日 -

### 艦長
1. 稲葉通宗 少佐：1942年9月30日 -
2. 寺本巌 少佐：1944年2月15日 -
3. 菅昌徹昭 少佐：1945年2月5日 -